# Pyöriä-Utsakka
Pyöriä-Utsakka eller Utsakkalampi är en sjö i Finland. Den ligger i kommunen Rovaniemi i landskapet Lappland, i den norra delen av landet, 700 km norr om huvudstaden Helsingfors. Pyöriä-Utsakka ligger 195,6 meter över havet. Arean är 11,8 hektar och strandlinjen är 1,47 kilometer lång. Sjön  ingår i Kemi älvs huvudavrinningsområde. 